# Ян Гольфельд
Ян Гольфельд (пол. Jan Holfeld; 1747, Подєбради — 7 листопада 1814, Львів) — професор практичної математики (геодезії) Львівського університету, ректор університету в 1795—1796 роках та директор Львівського ліцею в 1811—1812.

## Життєпис
Народився у м. Подєбради (Чехія). 12 жовтня 1765 року вступив до єзуїтів, проте після ліквідації ордену (1773) покинув духовний сан і почав працювати практичним інженером та викладачем математичних дисциплін.
Був надзвичайним професором прикладної математики (1787—1817), читав курс практичної геометрії (геодезії). У 1805—1813 роках замість Франтішека Кодеша, який переїхав у Краків, викладав також обов'язкові дисципліни чисту та прикладну математику. У складі комісії фахівців проводив геодезійні й картографічні виміри у Західній Галичині (1796). Разом із бароном фон Мецбурґом створив мапу Галичини. Опублікував працю з геодезії «Neue Theorie von die Wahl der Standlinien nebst trigonom. Berechung der Fehler in Winkelmessn» (Львів, 1793).
Яна Гольфельд чотири рази був на посаді декана філософського факультету (1799, 1802, 1805, 1808) та двічі очолював Львівський університет (1795—1796, 1811—1812).
Помер 7 листопада 1814 року у Львові.